# Gładysz (gmina Choszczno)
Gładysz – osada leśna w Polsce, położona w województwie zachodniopomorskim, w powiecie choszczeńskim, w gminie Choszczno. W latach 1975–1998 miejscowość administracyjnie należała do województwa gorzowskiego. Leśniczówka wchodzi w skład sołectwa Radaczewo. Najbardziej na północ położona miejscowość gminy.

## Geografia
Leśniczówka leży ok. 2,5 km na północ od Radaczewa, ok. 200 m na wschód od drogi wojewódzkiej nr 160.